# Simon Ahlborn
Simon Ahlborn (* 1982 in Roth) ist ein deutscher Schauspieler.

## Leben
Simon Ahlborn wuchs in Roth bei Nürnberg auf. Nach seiner Abitur studierte er zunächst Psychologie an der Universität Bamberg und schloss sein Studium mit Diplom ab. Im Alter von 25 Jahren begann er im Jahre 2008 die Schauspielausbildung an der Theaterakademie Vorpommern. Bereits während dieser Zeit spielte er an der Vorpommerschen Landesbühne Anklam und am Schlosstheater Celle. Nach Abschluss seiner Ausbildung wurde er 2012 am Schauspielhaus Salzburg engagiert. Dort war er bis 2015 festes Mitglied des Ensembles und im Sommer 2015 wirkte er beim „Jedermann“ auf der Domplatzbühne in Salzburg mit. Im selben Jahr wechselte er zum Staatstheater Schwerin und gehörte dort bis 2016 zum Ensemble. Seit der Spielzeit 2016/2017 ist Simon Ahlborn festes Mitglied des Ensembles der Landesbühne Niedersachsen Nord in Wilhelmshaven. Für seine schauspielerischen Leistungen wurde er 2019 mit dem Jade-Ring ausgezeichnet.
Simon Ahlborn ist auch als Dozent für Schauspielerische Grundlagen, Improvisation und Akrobatik tätig und führt Rhetorik- und Personal-Performance-Seminare durch.
Simon Ahlborn ist mit der Schauspielerin Caroline Wybranietz verheiratet. Beide wohnen in Wilhelmshaven.

## Theater
- 2009: Der neunte Gerechte. Regie: Wolfgang Bordel[4]
- 2009: In Sachen Adam und Eva. Regie: Birgit Lenz[4]
- 2010: Wandernutten. Regie: Swentja Krumscheidt[4]
- 2010: Der blaue Saphir. Regie: Wolfgang Bordel[4]
- 2011: Trilogie einer schönen Ferienzeit. Regie: Peter Ibrik[4]
- 2011: Rückkehr der Träumer. Regie: Wolfgang Bordel[5]
- 2011: Die Olsenbande dreht durch. Regie: Wolfgang Bordel[4]
- 2012: Die heilige Johanna der Schlachthöfe. Regie: Jürgen Kern[6]
- 2012: Der Revisor. Regie:Christoph Batscheider[4]
- 2012: Ein irrer Duft von frischem Heu. Regie: Wolfgang Bordel[4]
- 2012: Die Prinzessin von Zelle. Regie: Jürgen Kern[4]
- 2013: Das Himbeerreich. Regie: Christoph Batscheider[4]
- 2013: Der ideale Mann. Regie: Maya Fanke[7]
- 2013: Die heilige Johanna der Schlachthöfe. Regie: Thomas Oliver Niehaus[4]
- 2013: Der Vorname. Regie: Susi Weber[8]
- 2013: Zur schönen Aussicht. Regie: Peter Raffalt[4]
- 2013: Einen Jux will er sich machen. Regie: Robert Pienz[4]
- 2014: Der Geizige. Regie: Christoph Batscheider[9]
- 2014: Hexenjagd. Regie: Maya Fanke[10]
- 2014: Hamlet. Regie: Susi Weber[4]
- 2014: Sieben Türen. Regie: Bernadette Heidegger[4]
- 2015: Schneewittchen. Regie: Peter Dehler[4]
- 2015: Sonnenallee. Regie: Ralph Reichel[4]
- 2015: Die neuen Leiden des jungen W. Regie: Alice Asper[4]
- 2015: Die Dreigroschenoper. Regie: Peter Dehler[4]
- 2015: Jedermann. Regie: Julian Crouch, Brian Mertes[4]
- 2015: Joseph Fouché. Regie: Petra Schönwald[11]
- 2015: Eine Odyssee. Regie: Christoph Batscheider[4]
- 2015: Yellow Line. Regie: Marion Rothhaar[4]
- 2015: Odysseus, Verbrecher. Regie: Robert Pienz[4]
- 2016: Die Feuerzangenbowle. Regie: Olaf Strieb[12]
- 2016: Eine Stunde: Faust. Regie: Sophia Barthelmes[4]
- 2016: Othello. Regie: Ralph Reichel[4]
- 2016: Fame. Regie: Peter Dehler[13]
- 2017: Unschuld. Regie: Eva Lange[14]
- 2017: Mein Jahr in Trallalabad. Regie: Laura Jakschas[15]
- 2017: Nathan der Weise. Regie: Jochen Strauch[16]
- 2017: Farm der Tiere. Regie: Karin Drechsel[17]
- 2018: Gefährliche Liebschaften. Regie: Sascha Bunge[18]
- 2018: Feuer aus den Kesseln. Regie: Michael Uhl[19][20]
- 2018: Amadeus. Regie: Markus Röhling[21]
- 2019: Sein oder Nicht Sein (To Be or Not to Be). Regie: Olaf Strieb[22][23]
- 2019: Caligula / Julius Cäsar (DSE). Regie: Robert Teufel[24]
- 2019: Amphitryon. Regie: Sascha Bunge[25]
- 2019: Satelliten am Nachthimmel. Regie: Ruth Schultz[26]
- 2020: Vor Sonnenaufgang. Regie: Jakob Arnold[27]
- 2021: Mord im Orientexpress. Regie: Robert Teufel[28]
- 2022: Der Weg zurück. Regie: Robert Teufel[29]
- 2023: Die Gehaltserhöhung. Regie: Sascha Bunge[30]
- 2024: Nachts (Bevor die Sonne aufgeht). Regie: Leonie Thies[31]
- 2024: Ödipus. Regie: Tim Egloff[32]
- 2024: Der unerwartete Gast. Regie: Christine Bossert[33]
- 2025: Der lange Schlaf. Regie: Angelika Zacek[34]
- 2025: Die Stunde da wir nichts voneinander wussten. Regie: Olaf Strieb[35]